# Citroën Type J
La Citroën Type J est un tracteur agricole français à quatre roues motrices égales. Seulement trois prototypes ont été produits en 1946 et 1947.

## Historique

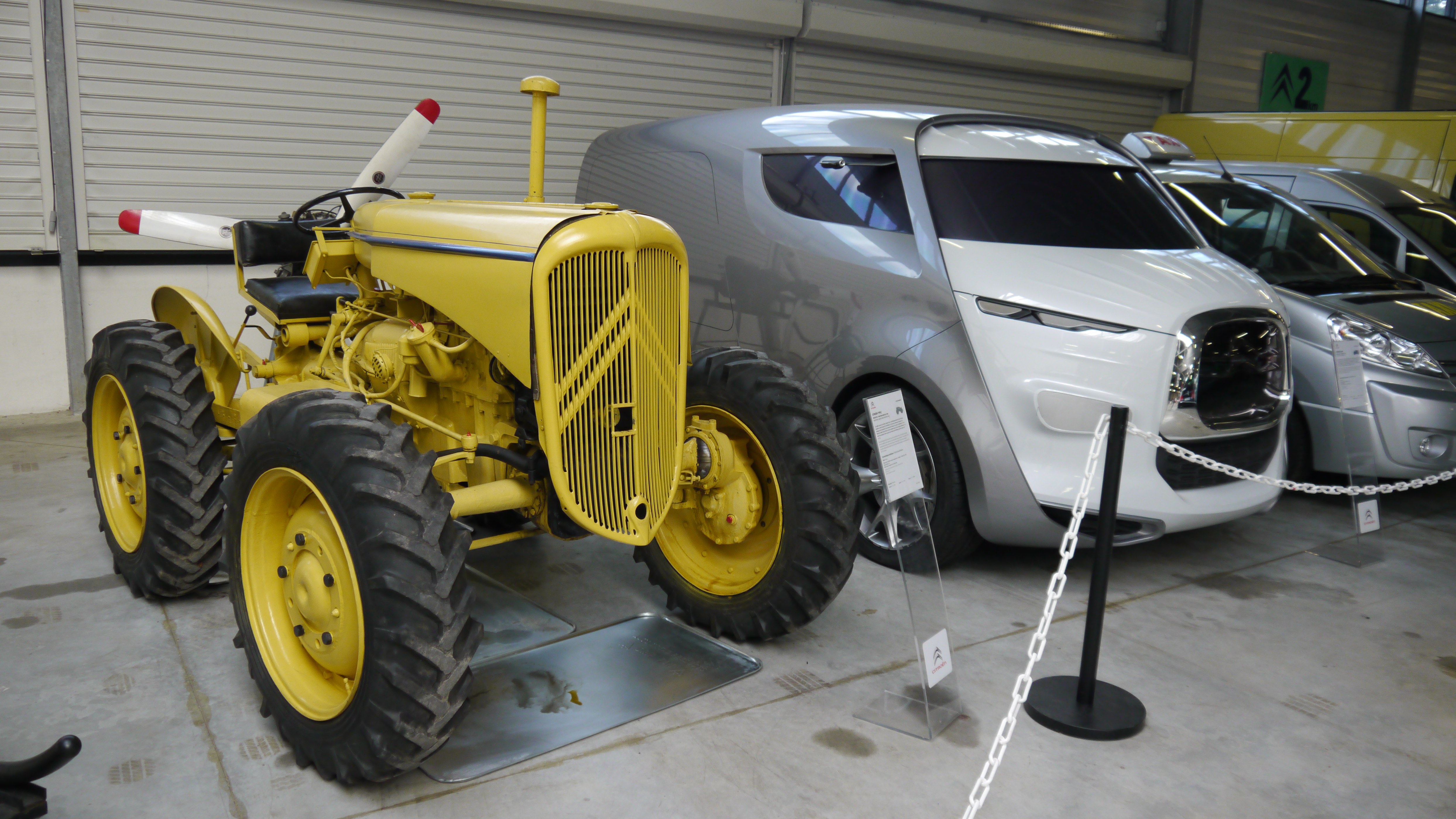
Un Type J conservé au Conservatoire Citroën.

Les études commencent en 1939 et sont menées sous l'Occupation. Au moins trois prototypes ont été produits en 1946-1947. Les deux premiers sont testés au centre d'essai de la marque à La Ferté-Vidame. L'un d'eux poursuit ses essais en août 1947 à l'abbaye de Soligny-la-Trappe, mis à disposition des moines pendant une semaine avec un chauffeur. Ces deux prototypes sont conservés au conservatoire Citroën. Le destin du troisième prototype est plus incertain.

## Conception
Les quatre roues, de dimensions identiques, sont motrices. Le moteur est un 4 cylindres-7 CV issu de la Traction Avant et monté en inversé.